# Transylvania (Film)
Transylvania ist ein französischer Spielfilm von Tony Gatlif aus dem Jahr 2006. Er war der Abschlussfilm der Filmfestspiele in Cannes. In den Hauptrollen sind Asia Argento und Birol Ünel zu sehen.

## Inhalt
Die Französin/Italienerin Zingarina lernt auf der Suche nach ihrem Geliebten, von dem sie ein Kind erwartet, in Transsylvanien den deutsch-türkischen Roma Tchangalo kennen. Beide neigen zur Selbstzerstörung, doch es entwickelt sich auch so etwas wie eine Liebesbeziehung zwischen den beiden.

## Sonstiges
In dem sich zu einer multikulturellen Gesellschaft bekennenden Film sind neben Französisch auch die Sprachen Deutsch, Italienisch, Englisch, Rumänisch und Türkisch zu hören. In Deutschland wurde der Film trotz seines deutschen Hauptdarstellers und der internationalen Wahrnehmung weitgehend übergangen.
Die Musik wird überwiegend von der siebenbürgischen Roma-Musikgruppe „Szászcsávás Band“ gespielt. Sie stammt größtenteils auch von ihr, einschließlich der Titelmelodie. Außerdem tritt die ungarische Sängerin Beáta Palya mit einem Lied auf.

## Auszeichnungen
Auf dem Flanders International Film Festival gewann Transylvania den Georges Delerue Award für die beste Filmmusik. Nominiert war er auch noch für den „Grand Prix“. Überdies war er Abschlussfilm der Filmfestspiele in Cannes.

## Einzelbelege
1. ↑  Peter Beddies: Kino: Birol Ünel über Mobbing und Alkohol. In: welt.de. 25. Juli 2008, abgerufen am 7. Oktober 2018.